# U-Boot tipus XXIII
Els U-boot tipus XXIII va ser un submarí costaner avançat produït per Alemanya durant la Segona Guerra Mundial. Va ser el primer dels dissenys d'elektroboot, submarins dissenyats per operar i atacar fonamentalment en immersió, en entrar en servei, abans que el conegut tipus XXI. Eren submarins petits pensats per operar en les aigües poc profundes del Mar del Nord, Mar Negre i Mar Mediterrani. Aquest disseny es va realitzar per substituir als desfasats U-Boot tipus II, tot incorporant grans innovacions com un sistema de propulsió i buc optimitzats per la velocitat en immersió, o comptar amb snorkel. Tot i això el seu disseny compacte només permetia transportar 2 torpedes, que a més s'havien de recarregar des de l'exterior de la nau.

Visió esquemàtica del Tipus XXIII

## Especificacions tècniques

### Tipus XXIII
Dades d'uboat.netː
- Desplaçament: 234 tones en superfície, 258 t en immersió, màxim de 275 tones
- Eslora: 34,68 m
- Mànega: 3,02 m
- Calat: 3,66 m
- Alçada total: 7,70 m
- Propulsors: motor dièsel en superfície amb 630 CV, motor elèctric amb 580 cavalls en immersió
- Velocitat màxima: 9,7 nusos a superfície; 12,5 en immersió
- Autonomia: 2.600 milles marines a superfície a una velocitat de 8 nusos, 194 milles a 4 nusos en immersió
- Tubs llançatorpedes: 2 a proa (Ø 53,3 cm)
- Canó de coberta: cap canó a coberta
- Profunditat d'immersió: 180 m (màxima)
- Tripulació: de 14 a 18